# Callum O’Dowda
Callum Joshua Ryan O’Dowda (* 23. April 1995 in Oxford, England) ist ein irischer Fußballnationalspieler, der seit 2022 bei Cardiff City unter Vertrag steht.

## Vereinskarriere
O’Dowda spielt seit dem neunten Lebensjahr für Oxford, zunächst in der Jugendakademie.
Seinen ersten Profivertrag erhielt er vor der Saison 2013/14, in der er in zehn Viertligaspielen zum Einsatz kam. Als Achte verpassten „The U's“ knapp die Aufstiegsplayoffs. In der darauffolgenden Saison, in der er es auf 39 Ligaspiele und vier Tore brachte, hatten „The U's“ als Dreizehnte noch weniger mit dem Aufstieg zu tun. 2015/16 half er aber mit acht Toren in 38 Ligaspielen, dass  „The U's“ als Vizemeister in die dritte Liga aufstiegen.
Im Juli 2016 wechselte er zum Zweitligisten Bristol City, wo er Stammspieler wurde und in der EFL Championship 2018/19 mit dem achten Platz die beste Platzierung erreicht wurde. In den folgenden drei Spielzeiten verschlechterten sich die Leistungen der Mannschaft wieder und sie fand sich überwiegend im unteren Tabellendrittel wieder.
Nach sechs Spielzeiten in Bristol wechselte 27-Jährige Anfang Juni 2022 ablösefrei zum ebenfalls in der zweiten englischen Liga spielenden Verein Cardiff City.

## Nationalmannschaft
O’Dowda ist als Enkel des irischen Tenors Brendan O’Dowda für die Republik Irland spielberechtigt. Seinen ersten Einsatz für Irland hatte er am 26. März 2015 in der Qualifikation für die U-21-EM 2017. Er kam auch in den folgenden sechs Qualifikationsspielen zum Einsatz und erzielte sein erstes Tor am 9. Oktober 2015 beim 3:0 gegen Litauen.
Am 12. Mai 2016 wurde er von Nationaltrainer Martin O’Neill als jüngster, einziger Viertligaspieler und einziger Spieler ohne Länderspieleinsatz in das vorläufige 35 Spieler umfassende Aufgebot für die EM berufen. Er wurde danach im letzten Testspiel gegen Belarus vor der endgültigen Kadernominierung zu seinem ersten Länderspieleinsatz eingewechselt, aber letztlich nicht für die EM-Endrunde berücksichtigt.
In der nach der EM begonnenen Qualifikation zur Fußball-Weltmeisterschaft 2018 hatte er vier Einsätze. Als Zweite hinter Serbien waren die Iren für die Play-offs der besten Gruppenzweiten qualifiziert. Hier trafen sie auf die Dänen. Nach einem torlosen Remis in Dänemark, bei dem er eingesetzt wurde, verloren sie das Heimspiel ohne ihn mit 1:5. In der UEFA Nations League 2018/19 kam er in drei der vier Spiele zum Einsatz, wobei sie zweimal torlos gegen Dänemark spielten und mit 1:4 in Wales verloren. In der Qualifikation für die Fußball-Europameisterschaft 2020 wurde er nur bei der 0:2-Niederlage gegen die Schweiz zur zweiten Halbzeit eingewechselt. Am Ende reichte es nur zu Platz 3. Da sich die Gruppengegner in der Nations-League-Gruppe aber direkt für die EM-Endrunde qualifizierten, hatten die Iren noch die Chance sich über die Playoffs im März 2020 zu qualifizieren, was aber nicht gelang.
Am 22. März 2023 erzielte er beim 3:2-Sieg im Freundschaftsspiel gegen Lettland sein erstes Länderspieltor zur 1:0-Führung.

## Auszeichnungen
- Oxford United Young Player 2014/15